# Letectví

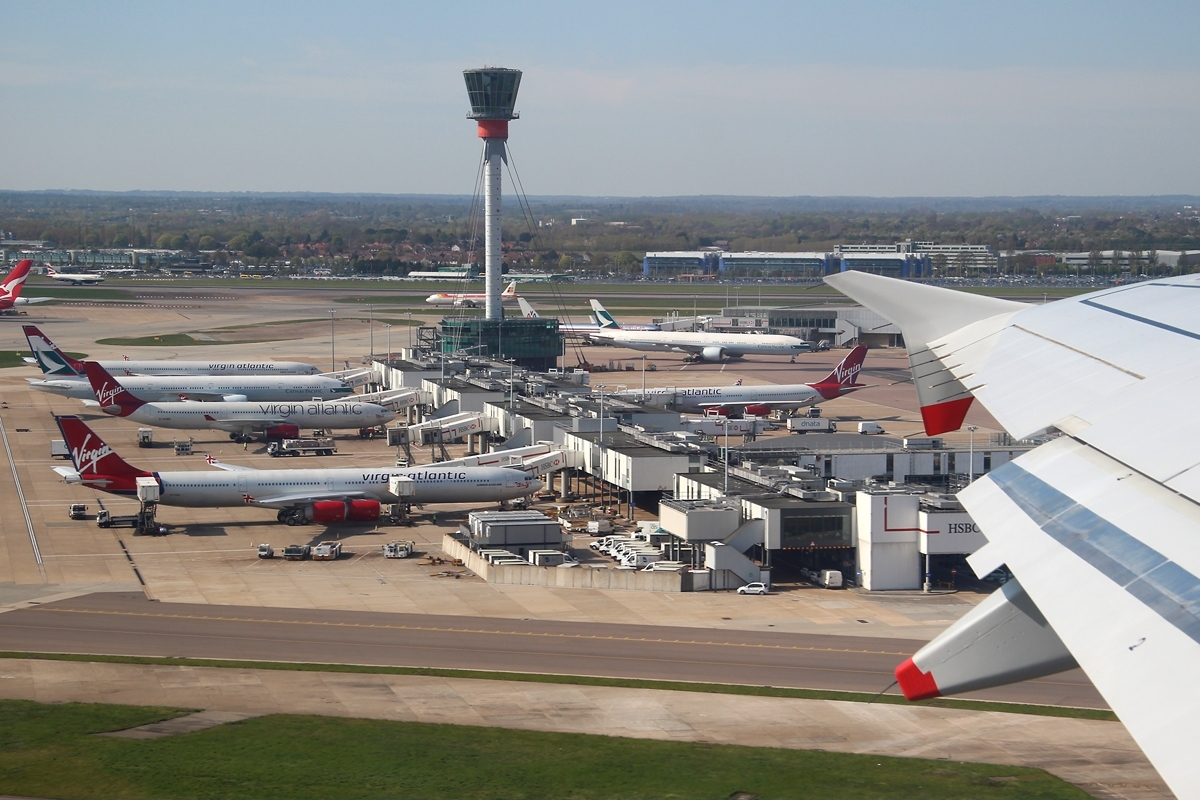
Letiště Londýn Heathrow ze vzlétajícího letadla

Pojem letectví či aviatika zahrnuje létání letadly. V dnešní době, kdy většina letadel je těžších než vzduch, jde o létání letounů a vrtulníků (anglicky se tento obor nazývá aviation).
Na počátku letectví, kdy po prvním vzletu horkovzdušného balonu bratrů Montgolfierů ve Francii byla známa jen letadla lehčí vzduchu, tj. balóny a vzducholodě, se používalo v češtině termínu „aeronautika“, „vzduchoplavectví“. V dnešní době se v rámci Chicagské dohody o mezinárodní civilní letecké dopravě a po vzniku ICAO používají termíny aviation (pro létání letadel těžších vzduchu) a aeronautics (pro veškerá letadla pohybující se v zemské atmosféře, ať už pomocí aerostatických sil – balóny, vzducholodě – nebo pomocí aerodynamických sil – letouny, vrtulníky, padáky, ultralehká letadla.
Český termín „letectví“ zahrnuje také obor aerospace, aerokosmonautiku, který zahrnuje letectví a kosmonautiku, tedy letadla typu raketoplán (v kosmu létá jako kosmická loď, v atmosféře jako letoun), která zčásti nebo zcela létají v kosmickém prostoru.

## Historie
První opravdové pokusy o let se patrně uskutečnily v Číně, a to pomocí draků, především pro vojenské účely. Ve válkách, které probíhaly v 5. a 3. století př. n. l., se podle pověsti nechal čínský generál vynést na draku nad nepřátelský tábor, kde zpíval písně z domoviny vojáků, čímž u nich vyvolal stesk po domově a podkopal jejich morálku. Zda se tato pověst zakládá na pravdě, nevíme.
První vážné pokusy létat se konaly v 18. století v Evropě s horkovzdušnými balony – bratři Montgolfierové roku 1783 vypustili balon o průměru přes 10 m, na jehož palubě byla ovce, husa a kohout. Ještě tentýž rok se vznesl i první balon s lidskou posádkou.
První řiditelnou vzducholoď postavil v roce 1852 Francouz Henri Giffard, její parní motor jí však neposkytoval dostatečný výkon v poměru k váze. Později byly stavěny vzducholodě s celokovovou kostrou. O jejich rozvoj se zasloužil především německý hrabě Ferdinand von Zeppelin.
Letouny těžší než vzduch se začaly objevovat až ve druhé polovině 19. století. Před vynálezem motoru s vnitřním spalováním to byly především kluzáky. S vynálezem zážehového motoru na konci 19. století se otevřela cesta pro motorová letadla. Průkopníky v této oblasti byli bratři Wrightové. 14. prosince roku 1903 poprvé vzlétli s motorovým letadlem, které pojmenovali Flyer, let však nebyl úspěšný a letoun se poškodil. O tři dny později byl proveden druhý, úspěšnější pokus, při kterém stroj letěl 12 s.

V první světové válce došlo k rozvoji leteckých technologií, poprvé se také odehrávaly vzdušné souboje. Nejúspěšnějším stíhačem byl Manfred von Richthofen, zvaný Rudý baron. Během druhé světové války byly do sériové výroby zavedeny a v malém množství poprvé bojově nasazeny vrtulníky. Vrtulová letadla už dosáhla hranice svých možností, protože při rychlostech přes 700 km/h ztrácejí vrtule účinnost. Řešením bylo použití proudového motoru. Jako první postavilo proudový letoun Německo v roce 1939, byl to Heinkel He 178. 

## Letectví zahrnuje
- letecký provoz a řízení letového provozu
- letecký technický servis
- službu letecké meteorologie
- letecký průmysl
- letecké školství
- letecké školy
- aerodynamiku
- leteckou medicínu
- všeobecné letectví
- komerční letectví
- civilní letectví
- letecký sport
- vojenské letectví
- správu a výstavbu letišť

## Letecký provoz v číslech
Letecký provoz zahrnuje dopravu asi 9,5 milionu lidí denně (přibližně tolik jako za celý rok 1947) a má roční spotřebu energie přibližně 56 TWh. Na světě existuje přes 49 000 letišť, zdaleka nejvíce (asi 15 000) leží ve Spojených státech amerických, nad jejichž vzdušným prostorem se každou sekundu pohybují až 4000 letounů, přenášejících 61 000 cestujících. Nejrušnější letiště mají města, jako je Atlanta, Chicago, Londýn, Tokio, Los Angeles, Dubaj nebo třeba Paříž. Letiště, na kterých se vymění nejvíce nákladu, leží na okraji Memphisu a Hongkongu.[kdy?]

## Bezpečnost
Letecká doprava patří mezi nejbezpečnější druhy dopravy; v roce 2008 zemřelo při leteckých nehodách 539 osob, jedno úmrtí připadá tedy na každý 1,3miliontý let. Při leteckých nehodách tedy zemřelo méně lidí než na českých silnicích za daný rok. Jízda autem je 62krát nebezpečnější než přeprava letadlem. Komerční lety jsou stále bezpečnější a riziko se snižuje přibližně dvakrát každých deset let.

## Environmentální dopady
K environmentálním dopadům letectví dochází, protože letecké motory emitují teplo, hluk, prachové částice a plyny, které přispívají ke globálnímu oteplování a ke globálnímu stmívání. Letadla vypouštějí částice a plyny, jako jsou oxid uhličitý (CO2), vodní pára, uhlovodíky, oxid uhelnatý, oxidy dusíku, oxidy síry, olovo a černý uhlík, které navzájem a s atmosférou reagují. Navzdory snížení emisí z automobilů a úspornějším a méně znečišťujícím dvouproudovým a turbovrtulovým motorům přispívá rychlý růst letecké dopravy v uplynulých letech k nárůstu celkového znečištění způsobeného letectvím. Od roku 1992 do roku 2005 rostly osobokilometry o 5,2 % ročně. V Evropské unii vzrostly emise skleníkových plynů z letectví mezi lety 1990 a 2006 o 87 procent.
Komplexní výzkum ukazuje, že navzdory očekávaným efektivním inovacím letadel, motorů, aerodynamiky a letových operací není v dohledu žádný konec rychlého růstu emisí CO2 ani za mnoho desetiletí z cestování letadlem a letecké nákladní dopravy v důsledku předpokládaného neustálého růstu letecké dopravy. Je tomu tak i proto, že mezinárodní letecké emise unikly mezinárodní regulaci až do konference Mezinárodní organizace pro civilní letectví v říjnu 2016, na níž se dohodl systém uhlíkových kompenzací. Díky nízké nebo neexistující dani z leteckého paliva má letecká doprava navíc konkurenční výhodu oproti jiným druhům dopravy kvůli nižším sazbám. Probíhá debata o možném zdanění letecké dopravy a začlenění letectví do systému obchodování s emisemi, aby se zajistilo zohlednění celkových externích nákladů letecké dopravy.